# Resultados do Carnaval de Porto Alegre em 2007
Resultados do Carnaval de Porto Alegre em 2007. A vencedora da categoria especial foi Bambas da Orgia com o enredo, Taj-Mahal: Uma linda história de amor.

## Categoria Especial
| Colocação | Escola                        | Pontos | Nota      | Ref.  |
| --------- | ----------------------------- | ------ | --------- | ----- |
| 1º        | Bambas da Orgia               | 160    |           | [ 2 ] |
| 2º        | Império da Zona Norte         | 159,7  |           | [ 2 ] |
| 3º        | União da Vila do IAPI         | 159,6  |           | [ 2 ] |
| 4º        | Acadêmicos de Gravataí        | 158,9  |           | [ 2 ] |
| 5º        | Unidos de Vila Isabel         | 158,7  |           | [ 2 ] |
| 6º        | Império do Sol                | 158,6  |           | [ 2 ] |
| 7º        | Estado Maior da Restinga      | 158,4  |           | [ 2 ] |
| 8º        | Imperadores do Samba          | 157,9  |           | [ 2 ] |
| 9º        | Academia de Samba Praiana     | 156,4  |           | [ 2 ] |
| 10º       | Protegidos da Princesa Isabel | 156,2  |           | [ 2 ] |
| 11º       | Imperatriz Dona Leopoldina    | 153,9  |           | [ 2 ] |
| 12º       | Acadêmicos de Niterói         | 153,9  |           | [ 2 ] |
| 13º       | Embaixadores do Ritmo         | 153,4  |           | [ 2 ] |
| 14º       | Academia Samba Puro           | 151,9  |           | [ 2 ] |
| 15º       | Fidalgos e Aristocratas       | 151,9  | Rebaixada | [ 2 ] |
| 16º       | Filhos da Candinha            | 148,4  | Rebaixada | [ 2 ] |

## Categoria de acesso
| Colocação | Escola                      | Pontos | Nota                             | Ref.        |
| --------- | --------------------------- | ------ | -------------------------------- | ----------- |
| 1º        | Acadêmicos da Orgia         | 159,5  | Promovida                        | [ 3 ] [ 4 ] |
| 2º        | Unidos do Capão             | 156,4  |                                  | [ 3 ] [ 4 ] |
| 3º        | Imperatriz Leopoldense      | 154,8  |                                  | [ 3 ] [ 4 ] |
| 4º        | Unidos da Vila Mapa         | 151,5  |                                  | [ 3 ] [ 4 ] |
| 5º        | Realeza                     | 148,2  |                                  | [ 3 ] [ 4 ] |
| 6º        | Real Academia de Samba      | 141,5  |                                  | [ 3 ] [ 4 ] |
| 7º        | União da Tinga              | 140,3  |                                  | [ 3 ] [ 4 ] |
| 8º        | Unidos do Guajuviras        | 137,4  | Fora dos desfiles por dois anos. | [ 3 ] [ 4 ] |
| 9º        | Mocidade do Jardim Planalto | 131,8  | Fora dos desfiles por dois anos. | [ 3 ] [ 4 ] |
| 10º       | Copacabana                  | *      | Desclassificada                  | [ 3 ] [ 4 ] |

## Tribos
| Colocação | Tribo        | Pontos | Ref.  |
| --------- | ------------ | ------ | ----- |
| 1º        | Os Comanches | 152    | [ 3 ] |
| 2º        | Guaianazes   | 145,2  | [ 3 ] |